# Бурове долото

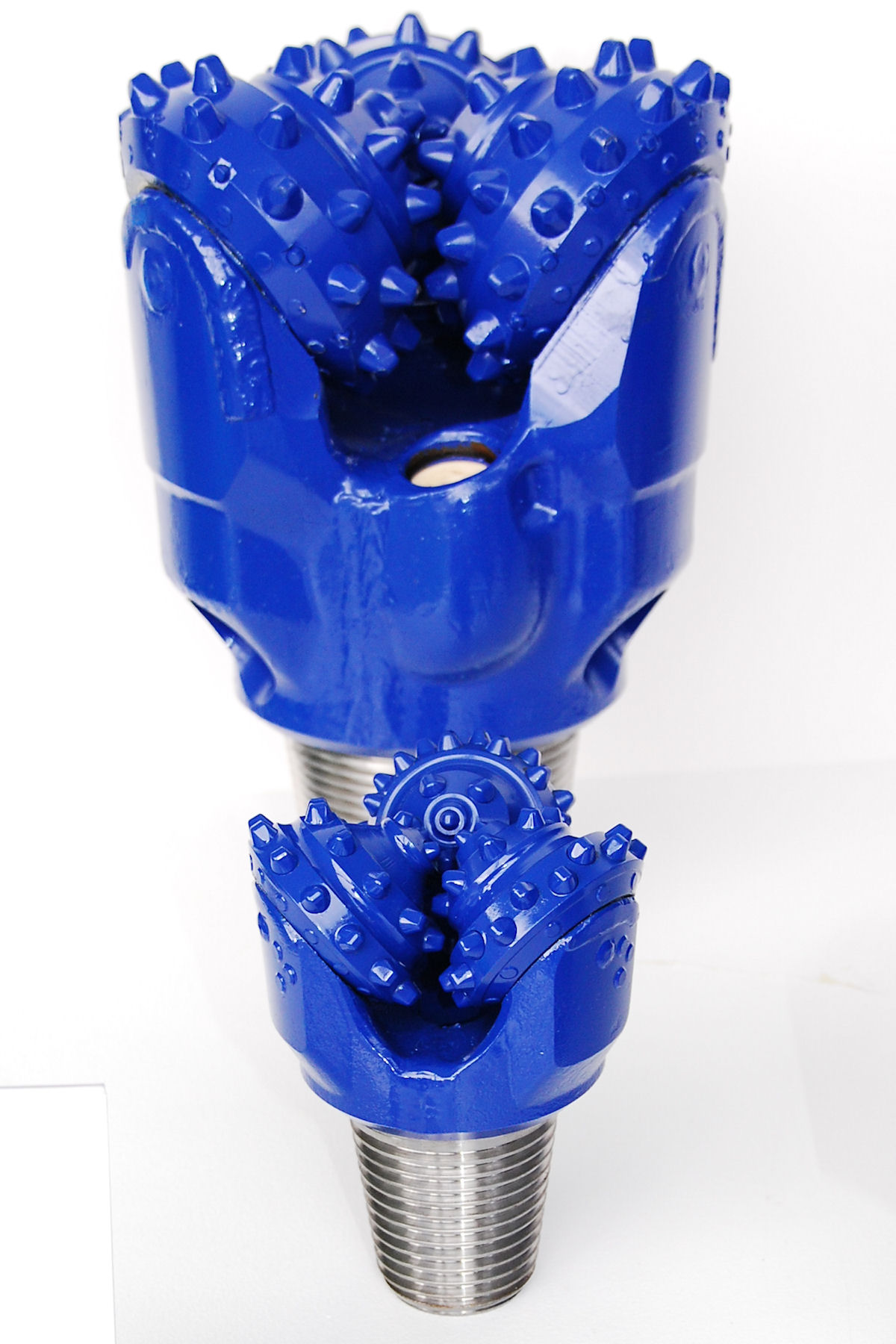
Бурове долото

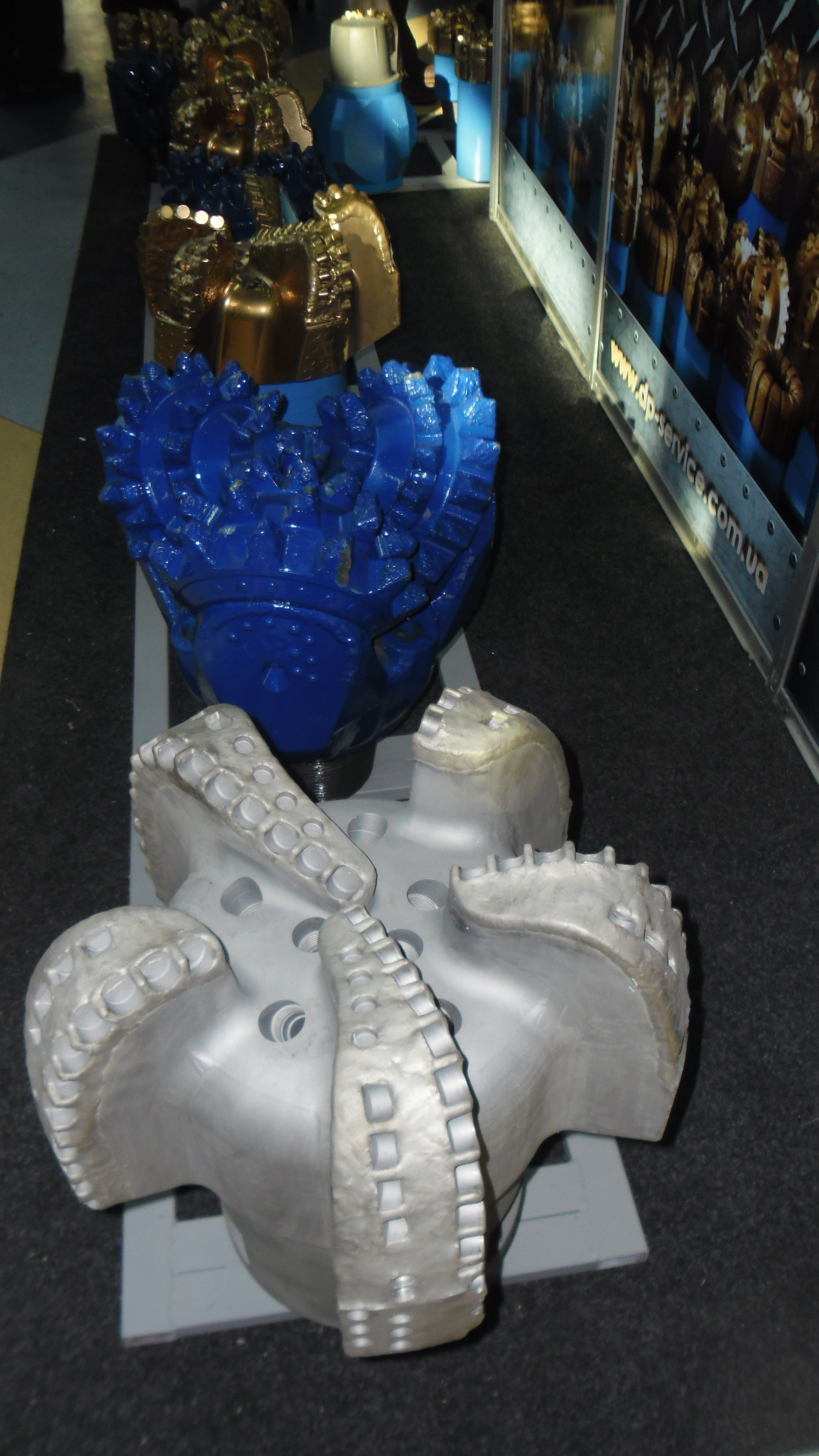
Бурові долота

Долото

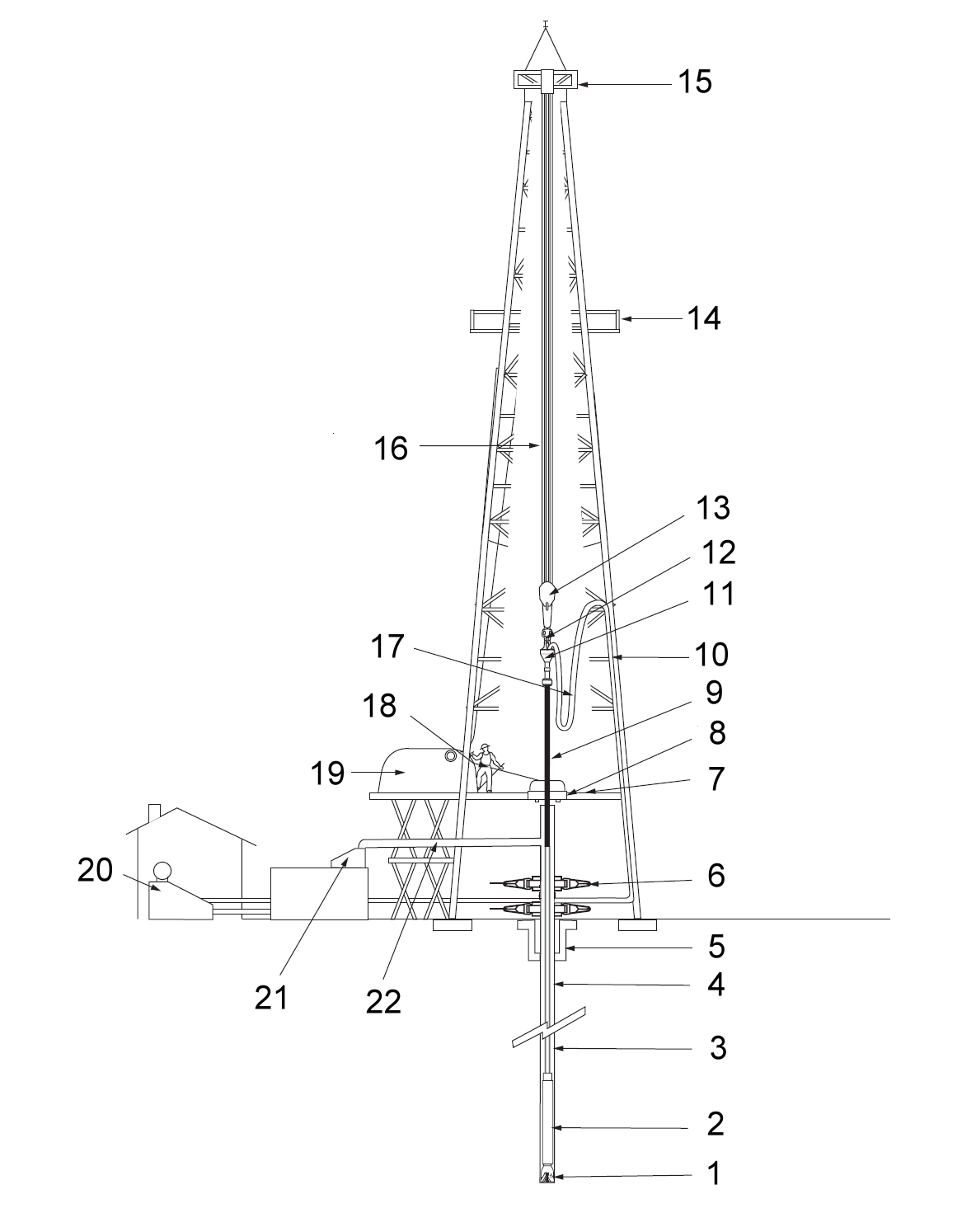
Загальна схема бурової установки: 1 — бурове долото; 2 — обважнені бурильні труби; 3 — бурильні труби; 4 — кондуктор; 5 — гирлова шахта; 6 — противикидні пристрої; 7 — підлога бурової установки; 8 — буровий ротор; 9 — провідна бурильна труба; 10 — буровий стояк; 11 — вертлюг; 12 — гак; 13 — талевий блок; 14 — балкон робітника; 15 — кронблок; 16 — талевий канат; 17 — шланг провідної бурильної труби; 18 — індикатор навантаження на долото; 19 — бурова лебідка; 20 — буровий насос; 21 — вібраційне сито для бурового розчину; 22 — викидна лінія бурового розчину.

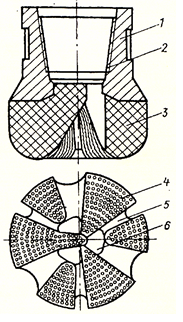
Рис. Алмазне долото: 1 — корпус; 2 — приєднувальна різьба; 3 — матриця; 4 — алмазовміщуючі сектори; 5 — промивальні канали; 6 — промивальні отвори

Бурове́ долото́ (англ. drilling bit, bore bit) — основний елемент бурового інструмента для механічного руйнування гірських порід у процесі буріння свердловини.
Термін «долото» зберігся з раннього періоду розвитку техніки буріння, коли єдиним способом проходження свердловини було ударне буріння, при якому бурове долото мало подібність із однойменним теслярським інструментом.

## Класифікація бурових доліт
За призначенням розрізняють три класи бурових доліт:
- для суцільного буріння (руйнування гірських порід по всьому вибою свердловини),
- колонкового буріння (руйнування гірських порід по кільцю вибою свердловини із залишанням в її центральній частині керна)
- та із спеціальною метою (врізні долота, розширювачі, фрезери та ін.).

За характером дії на гірські породи бурові долота діляться на 4 класи:
- подрібнювальні,
- подрібнювально-сколювальні,
- стирально-сколювальні,
- стирально-різальні
- різально-сколювальні.

За видом робочої (яка руйнує гірську породу) частини виділяються
- шарошкові
- лопатеві бурові долота

Шарошкові Д. найпоширеніші при бурінні нафтових, газових і вибухових свердловин. Осн. різновид шарошкових доліт для суцільного буріння — тришарошкове долото. При бурінні глибоких свердловин поширення набуло також одношарошкове Д. У залежності від конструкції корпусу шарошкові Д розділяють на секційні і корпусні. У секційних корпус зварюється з окремих (двох, трьох або чотирьох) секцій (лап), на цапфах яких монтуються шарошки; в корпусних — корпус литий, до нього приварюються лапи зі змонтованими на їх цапфах шарошками. Для приєднання до бурильної колони у секційних доліт передбачається зовнішня конусна різьба (ніпель), у корпусних — внутрішня конусна різьба (муфта). Удосконалення Д. здійснюється в напрямку поліпшення їх конструкцій: створення нових схем опор з герметизованими маслонаповненими опорами, застосування нових форм твердосплавних зубків; застосування більш зносостійких матеріалів; підвищення точності виготовлення деталей і складання Д., а також застосування досконаліших схем підведення промивної рідини до вибою свердловини.
Шарошковими Б. д. здійснюється більша частина загального обсягу буріння нафтових, газових і вибухових свердловин. За принципом дії на гірські породи шарошкові Б. д. діляться на подрібнювальні і подрібнювально-сколювальні.

## Характеристики і типи

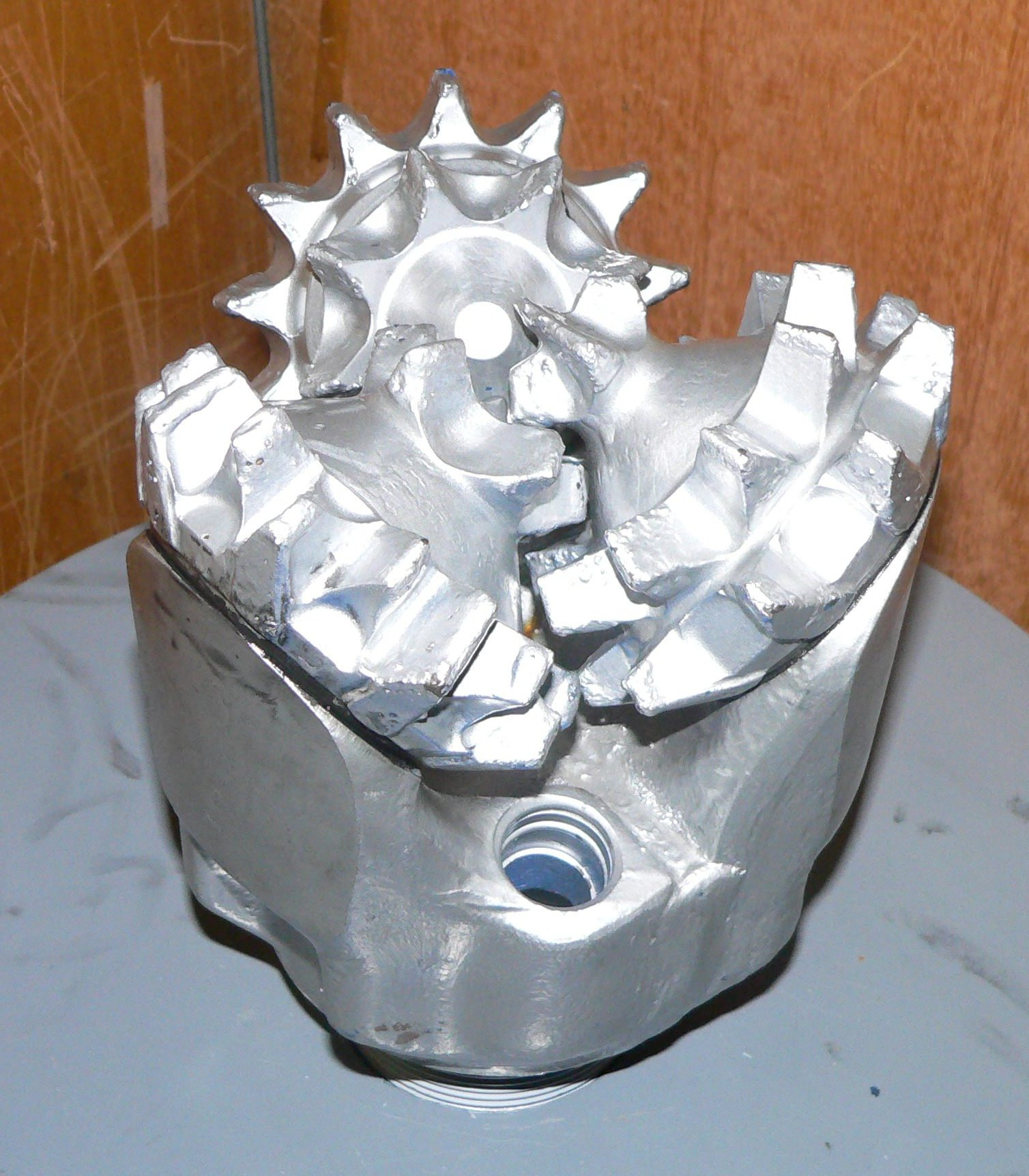
Шарошкове долото до експлуатації

Шарошкове долото після експлуатації

Бурові долота подрібнювальної дії характеризуються мінімальним ковзанням зубів при перекочуванні шарошок по вибою і відсутністю фрезерувальної дії по стінці свердловини периферійними зубами; розрізняють такі її типи: Т — для буріння твердих порід, ТЗ — твердих абразивних порід, ТМ — твердих порід з пропластками міцних, ТМЗ — твердих міцних абразивних порід, М — міцних порід, ДМ — дуже міцних порід.

### Шарошкове долото
Шарошкові бурові долота подрібнювально-сколювальної дії характеризуються збільшенням ковзання зубів при перекочуванні шарошок по вибою і стінці свердловини. Типи Б. д. подрібнювально-сколювальної дії: М — для буріння м'яких порід, МЗ — м'яких абразивних порід, МС — порід м'яких з пропластками середньої твердості, МСЗ — м'яких абразивних порід з пропластками середньої твердості, С — порід середньої твердості, СЗ — абразивних порід середньої твердості, СТ — порід середньої твердості з пропластками твердих. Породоруйнівним елементом (оснащенням) шарошкових Б. д. служать фрезеровані зуби або запресовані твердосплавні зубки і комбінації зубів із зубками на поверхні шарошок. Для підвищення стійкості фрезерованих зубів шарошок від абразивного зношування їх наплавляють твердим сплавом, що складається із зерен карбідів вольфраму. Для зменшення зношування долота по діаметру периферійні вінці доліт типів С, СТ і Т мають Г- або Т-подібну форму. Геометрична форма і параметри зубів (висота, довжина, крок, а також зміщення осей шарошок) різні (зменшуються від типу М до типу Т) і залежать від фізичних властивостей розбурюваних гірських порід. Сучасне оснащення шарошок Б. д. виконується із вставних твердосплавних зубів, які мають призматичні (типи МЗ, СЗ, МСЗ і ТЗ) і сферичні (тип ТМ) робочі головки. Долота для низькообертового буріння (до 60 об/хв) мають герметизовану мастилонаповнену опору за схемою ковзання — кулька-ковзання — опорна п'ята з радіальною ущільнювальною манжетою. Для підведення промивальної рідини через долото до вибою свердловини в шарошкових долотах є спеціальні промивальні або продувальні пристрої.

### Лопатеве долото
Лопатеві бурові долота призначені для буріння обертальним способом м'яких і середньої твердості порід. Лопатеві долота (ГОСТ 26-02-1232-75) з промиванням виготовляються з циліндричними отворами в корпусі (тип 2Л, діаметри 76-165,1 мм, швидкість руху промивальної рідини до 50 м/с) і змінними гідромоніторними насадками в корпусі (тип 3Л, діаметри 120,6-469,9 мм, швидкість промивної рідини не менше 90 м/с). Стирально-різальні Б. д. (тип ЗСР) мають діаметри 190,5-269,9 мм. Пікоподібні Б. д. (тип П, діаметри 98,4-444,5 мм) виготовляють двох різновидів: Ц — для розбурювання цементних пробок і металевих деталей низу обсадних колон; Р — для розширення стовбура свердловини. До лопатевих належать також Б. д. для ударно-канатного буріння. Для буріння без промивання свердловини застосовують шнекові долота.
Для допоміжних робіт (розбурювання цементних пробок, металу у свердловині) застосовують фрезерні Б. д.: тип ФР у вигляді плоскодонних фрезерів, нижня робоча поверхня яких оснащена твердосплавними зубками або пластинками, які виступають над корпусом Б. д.; тип ДФТС із розміщенням твердосплавних зубків по 3 спіралях, які мають плавний перехід від центрального каналу долота на робочу сферу.
Для буріння свердловин із відбиранням керна застосовують шарошкові і лопатеві бурильні головки, які виготовляють для спеціальних керноприймальних пристроїв із знімними і незнімними керноприймачами.

### Алмазні долота
Алмазні долота призначені для руйнування різанням (мікрорізанням) і стиранням неабразивних порід середньої твердості і твердих. Алмазне долото складається із стального корпуса із з'єднувальною різьбою і фасонної алмазонесучої головки (матриці) (рис.).
Матрицю виготовляють методом пресування і спікання суміші спеціально підібраних порошкоподібних твердих сплавів. Алмази закріплюють у зовнішньому шарі порошкоподібного твердого сплаву алмазонесучої головки.

### Твердосплавні долота
У твердосплавних доліт ІНМ контактні сектори армовані твердим сплавом «Славутич» і зубцями, виготовленими з твердого сплаву.
Долота ІНМ руйнують породу аналогічно алмазним долота за принципом різання (мікрорізання) і стирання.

### Бурові долота для колонкового буріння
Бурові долота для буріння з відбором керна (снаряди) складаються з:
1) бурильної головки;
2) зовнішнього корпуса;
3) внутрішньої колонкової труби (керноприймача);
4) кернотримача (керновідривача).
Бурильна головка, руйнуючи породу по периферії вибою, залишає в центрі свердловини породу (керн).

### Бурові долота спеціального призначення
З цієї групи доліт найбільше застосування одержали:
1. Пікоподібні долота застосовують для створення плавного переходу стовбура свердловини з великого діаметра на менший, при розбурюванні цементних пробок та при аварійних роботах.
Виготовляють пікоподібні долота двох типів: а) типу ПР, призначені для пророблення (розширення) стовбура пробуреної свердловини в м'яких пластичних породах з пропластками порід середньої твердості, а також для відводу в сторону металевих предметів, які попали на вибій свердловини;
б) типу ПЦ, призначені для розбурювання цементного каменю і металевих деталей в обсадній колоні після цементування.
Ці долота мають загострену під кутом 90° лопать, яка за формою нагадує піку. Щоб запобігти пошкодженню обсадної колони, бокові грані у долота ПЦ не укріплюються твердим сплавом.
2. Розширювачі застосовують для розширення свердловини при бурінні, а також для центрування бурильного інструменту. Найпоширенішими є тришарошкові розширювачі. Випускають і трилопатеві розширювачі, одношарошкові пілотні розширювачі, наддолотні штирьові розширювачі та інші.
3. Фрезерні долота призначені для буріння свердловини в малоабразивних породах, для розбурювання цементних мостів і металевих предметів у свердловині.
4. Долота для реактивно-турбінного способу буріння (РТБ).
5. Вставні долота для турбінного і роторного способу буріння без підйому бурильної колони для заміни долота.
6. Біцентричні долота — призначені для буріння з одночасним розширенням стовбура свердловини (зокрема — бічних стовбурів) у породах середньої твердості (доломіти, вапняки, аргіліти, крейдяні відкладення, солі).

### Бурові долота для буріння свердловин суцільним вибоєм
Для буріння свердловин суцільним вибоєм застосовують лопатеві, шарошкові, алмазні і твердосплавні долота.

## Система обертання долота
В бурінні виділяють два типи ротаційних систем — робоча труба з роторним столом і система верхнього приводу (СВП). Роторний стіл розміщений на буровій площадці і має мотор, який приводиться в круговий рух через систему муфт і зубчастих передач. Рух роторного стола через закріплений в ньому перехідник передається на бурильну колону. Верхня частина бурильної колони являє собою встановлену через перехідник квадратну або шестикутну робочу трубу, яка діє як прямий привід для бурильної колони.
Верхній привід підвішується під рухомим блоком, куди він напрямляється рейками, щоб попередити появу крутного моменту. Верхній привід має електричний або гідравлічний мотор, шестерні якого вкручуються безпосередньо в порожнину (3 ланки) бурильної труби. Це рухається більш ефективним, ніж звичайний роторний стіл, а особливо при бурінні похило-спрямованих свердловин.